# Rue du Général-Kœnig
La  rue du Général-Kœnig est une voie de la commune de Reims, située au sein du département de la Marne, en région Grand Est.

## Situation et accès
La rue de la Maison-Blanche appartient administrativement au Croix-Rouge - Hauts de Murigny.

## Origine du nom
Elle tient ce nom de Pierre Kœnig.

## Bâtiments remarquables et lieux de mémoire
Le Centre hospitalier universitaire de Reims, le Centre de soins dentaires du CHU de Reims, l'Institut Godinot.